# باميلا روزا
باميلا روزا هي متزلجة لوحية برازيلية، ولدت في 19 يوليو 1999 في ساو باولو في البرازيل.

## روابط خارجية
- باميلا روزا على موقع اللجنة الأولمبية الدولية (الإنجليزية)
- باميلا روزا على موقع أوليمبيديا (الإنجليزية)
- باميلا روزا على موقع ألعاب إكس (مؤرشف) (الإنجليزية)